# Пеликан (Аляска)
Пеликан (англ. Pelican, тлингит. K’udeis’X̱'e) — город в зоне переписи населения Хуна-Ангун, штат Аляска, США. Население по данным переписи 2010 года составляет 88 человек.

## История
Получил статус города 3 октября 1943 года.

## География
Расположен на северно-западном побережье острова Чичагова, примерно в 113 км к юго-западу от столицы штата, города Джуно. Площадь города составляет 1,8 км², из них 1,5 км² — суша и 0,3 км² — водные поверхности.

## Население
По данным переписи 2000 года, население города составляло 163 человека. Расовый состав: коренные американцы — 21,47 %; белые — 72,39 %; азиаты — 1,23 %; представители других рас — 0,61 % и представители двух и более рас — 4,29 %. Латиноамериканцы любой расы составляли 0,61 % населения.
Из 70 домашних хозяйств в 30,0 % — воспитывали детей в возрасте до 18 лет, 41,4 % представляли собой совместно проживающие супружеские пары, в 5,7 % семей женщины проживали без мужей, 41,4 % не имели семьи. 28,6 % от общего числа семей на момент переписи жили самостоятельно, при этом 8,6 % составили одинокие пожилые люди в возрасте 65 лет и старше. В среднем домашнее хозяйство ведут 2,30 человек, а средний размер семьи — 2,78 человек.
Доля лиц в возрасте младше 18 лет — 24,5 %; лиц в возрасте от 18 до 24 лет — 3,1 %; от 25 до 44 лет — 28,2 %; от 45 до 64 лет — 34,4 % и лиц старше 65 лет — 9,8 %. Средний возраст населения — 42 года. На каждые 100 женщин приходится 143,3 мужчин; на каждые 100 женщин в возрасте старше 18 лет — 146,0 мужчин.
Средний доход на совместное хозяйство — $48 750; средний доход на семью — $57 083. Средний доход на душу населения — $29 347.
Динамика численности населения города по годам:
| 1940 | 1950 | 1960 | 1970 | 1980 | 1990 | 2000 | 2010 |
| ---- | ---- | ---- | ---- | ---- | ---- | ---- | ---- |
| 48   | 180  | 135  | 133  | 180  | 222  | 163  | 88   |